# Kameralwissenschaft
Unter Kameralwissenschaft, Kameralistik (im weiteren Sinne) oder Kameralia (zuweilen auch Kameralien) verstand man im 18. und 19. Jahrhundert jene Wissenschaften, die den Kammerbeamten die notwendigen Kenntnisse für die Tätigkeit in der Verwaltung im absolutistischen Staat vermittelten. Mit Kameralistik im engeren Sinne wird eine Teildisziplin der Kameralwissenschaft bezeichnet, nämlich die Buchführung der Kameralisten, die bis heute praktiziert wird.
Die Kameralistik wurde im Jahr 1762 von dem österreichischen Hofrat Johann Mathias Puechberg (1708–1788) entwickelt. Kameralistik kann als deutsches Pendant zum französischen Merkantilismus betrachtet werden. Es geht bei der Kameralistik darum, die Wirtschaft durch staatliche Aktionen so zu beeinflussen, dass der Wohlstand einer Nation  gemehrt wird.
Die Kameralwissenschaft berücksichtigte trotz des Strebens der Fürsten nach maximalen Einkünften bereits eine Reihe von heute selbstverständlichen Grundfunktionen des Staates: Die Förderung der Wirtschaft (wenn auch anfangs vor allem im Bereich der Landwirtschaft) und die Gewährleistung der inneren und äußeren Sicherheit. So bildete sich die Lehre von den Kammersachen als Zusammenstellung der Grundsätze über die Tätigkeit dieser Behörden.
Kameralwissenschaft wurde auf besonders errichteten kameralistischen Lehrstühlen an den Universitäten, ab 1723 in Halle und in Preußen ab 1727 in Frankfurt (Oder) gelehrt und u. a. von Veit Ludwig von Seckendorff, Philip Wilhelm von Hornick, Georg Heinrich Zincke, Johann Heinrich Gottlob von Justi und Joseph von Sonnenfels wissenschaftlich dargestellt. Sie zerfiel in zwei Teile, zum einen in die Ökonomie, welche nicht nur die allgemeinen Haushaltungsregeln, sondern auch die Lehre von der Stadtwirtschaft (Handel, Gewerbe) und der Landwirtschaft umfasste, und zum anderen in die Lehre von der Verwaltung des Staates, deren einer Teil, die Polizei, von den Maßregeln zur Pflege und Mehrung des allgemeinen Volkswohlstandes handelt. Der andere Teil der Verwaltungslehre beschäftigte sich mit dem Bereich, der der heutigen Finanzwissenschaft entspricht. Die Kameralwissenschaft kann als eine der Quellen der Staatswissenschaften angesehen werden.